# Cymbium (chi ốc biển)
Cymbium là một chi ốc biển, là động vật thân mềm chân bụng sống ở biển trong họ Volutidae.

## Các loài
Các loài thuộc chi Cymbium bao gồm:
- Cymbium cucumis Röding, 1798[3]
- Cymbium cymbium (Linnaeus, 1758)[4]
- Cymbium fragile Fittkau & Stürmer, 1985[5]
- Cymbium glans (Gmelin, 1791)[6]
- Cymbium gracile (Broderip, 1830)[7]
- Cymbium indicum (Gmelin, 1790)[8]
- Cymbium marmoratum Link, 1807[9]
- Cymbium olla (Linnaeus, 1758)[10]
- Cymbium pachyus (Pallary, 1930)[11]
- Cymbium patulum (Broderip, 1830)[12]
- Cymbium pepo (Lightfoot, 1786)[13]
- Cymbium senegalensis Marche-Marchad, 1978[14]
- Cymbium souliei Marche-Marchad, 1974[15]
- Cymbium tritonis (Broderip, 1830)[16]

## Hình ảnh

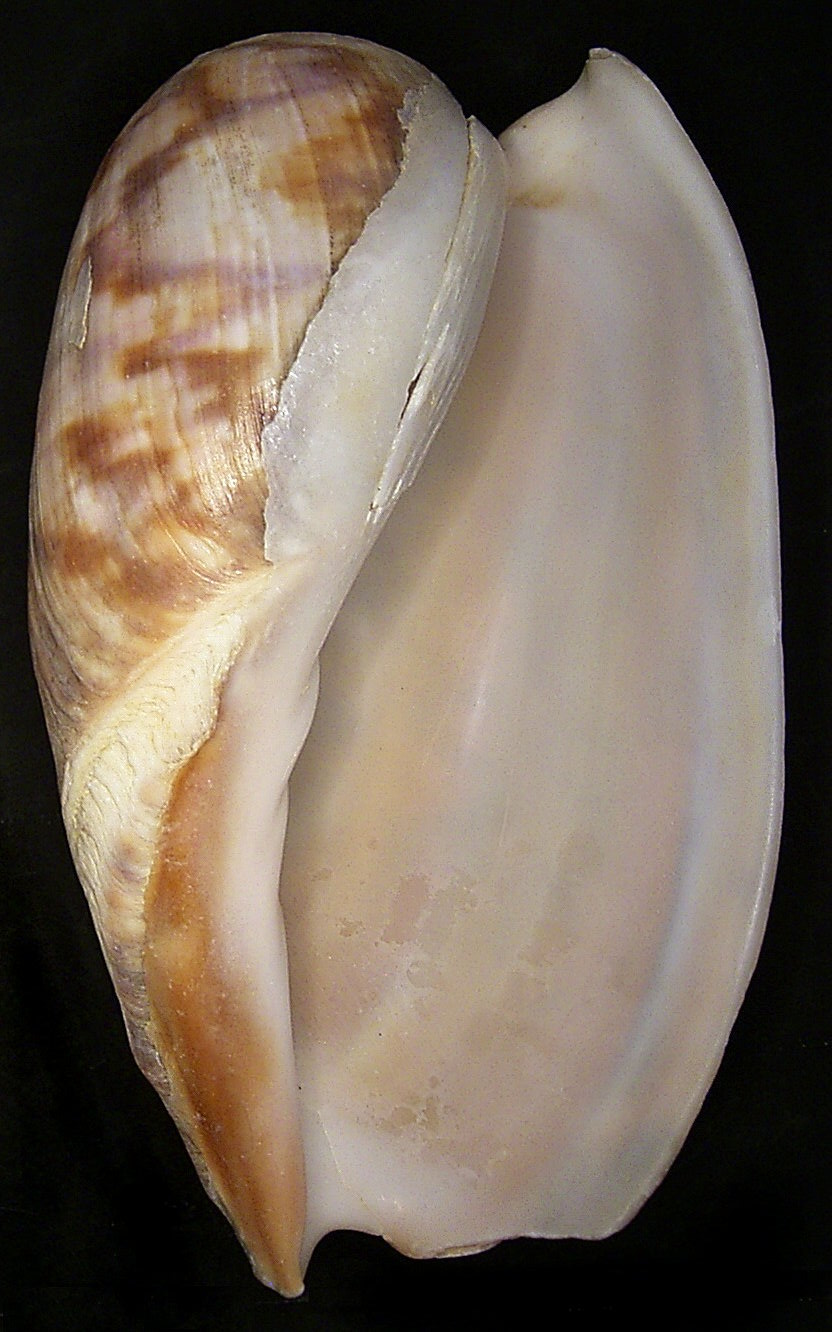